# ريجنالد ر. بيلكناب
ريجنالد ر. بيلكناب (بالإنجليزية: Reginald R. Belknap)‏ هو ضابط أمريكي، ولد في 26 يونيو 1871 في مالدن في الولايات المتحدة، وتوفي في 30 مارس 1959 في ويست هيفن في الولايات المتحدة.